# 360 Condominiums
De 360 Residential Condominiums- wolkenkrabber bevindt zich in het centrum van Austin, Texas aan 360 Nueces Street. Het gebouw is 177 meter hoog en heeft 44 verdiepingen, 430 appartementen en meer dan 1300 m2 aan winkelruimte. Het gebouw bereikte zijn hoogtepunt in november 2007 en de bouw werd officieel voltooid op 22 mei 2008. 360 Condominiums was het hoogste gebouw in Austin van 15 januari 2008 tot 29 juni 2009 toen The Austonian het overtrof. De toren werd ook de hoogste woontoren in Texas en overtrof The Merc in Dallas voordat de Austonian ook die titel aannam. Sinds 2019 is het het vierde hoogste gebouw in Austin na The Independent, The Austonian en de Fairmont Austin.
De Austin 360 Condominiums Tower is ontwikkeld door Billy Holley en Judd Bobilin van Novare Group en Andrews Urban LLC, ontworpen door Preston Partnership LLC, verkoop beheerd door Kevin McDaniel en gebouwd door J.E. Dunn Construction Group.

## Geschiedenis
Het gebouw werd in 2006 voor het eerst voorgesteld als een 158 meter hoge en 40 verdiepingen tellende toren door de Novare Group uit Atlanta, Georgia en Andrews Urban LLC in Austin. Maar, in een poging om meer woningen toe te kunnen voegen, werden meer verdiepingen toegevoegd. De bouw begon op 20 juni 2006 nadat het plan was goedgekeurd. De verdiepingen werden in een redelijk gestaag tempo toegevoegd vanaf de eerste tot de zestiende verdieping, toen het terrasniveau werd bereikt op 20 april 2007, bijna een jaar nadat de bouw was begonnen. Activiteit vertraagde, maar versnelde tegen de tijd dat het terrasniveau klaar was. De spitsassemblage begon op 14 november en werd 6 dagen later in positie bevestigd. Hierdoor werd de toren officieel groter dan zijn voorganger, de Frost Bank Tower. Het gebouw werd uiteindelijk voltooid in 2008. Na bijna 2 jaar bouwen, is de 360 Condominiums geopend op 23 mei 2008.

## Voorzieningen
Voorzieningen zijn onder andere een zwembad, een zonneterras, theater, clubruimte en het terras op 174 meter boven de grond.

## Galerij

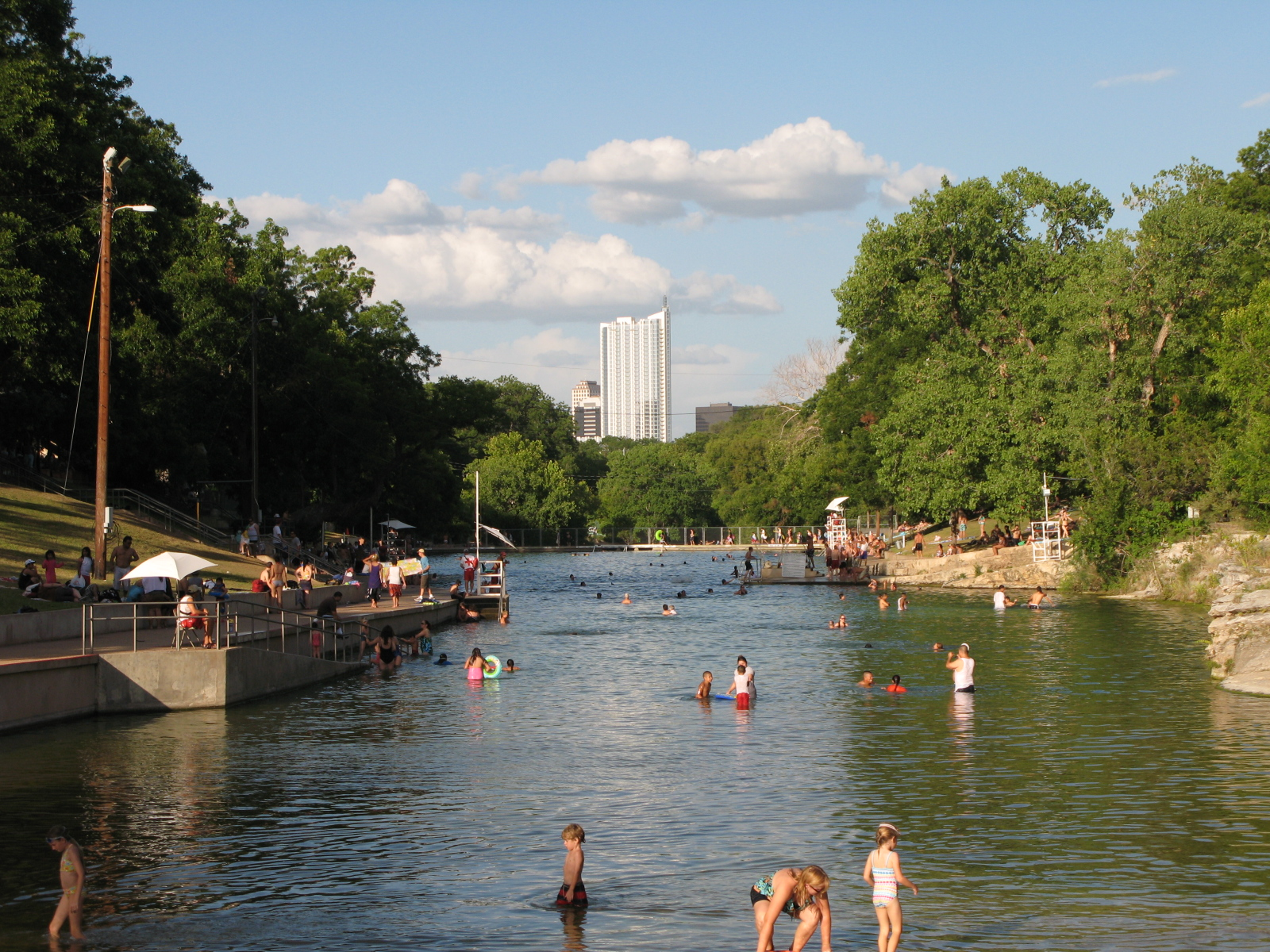
Barton Springs zwembad met de 360 Condominiums in de verte
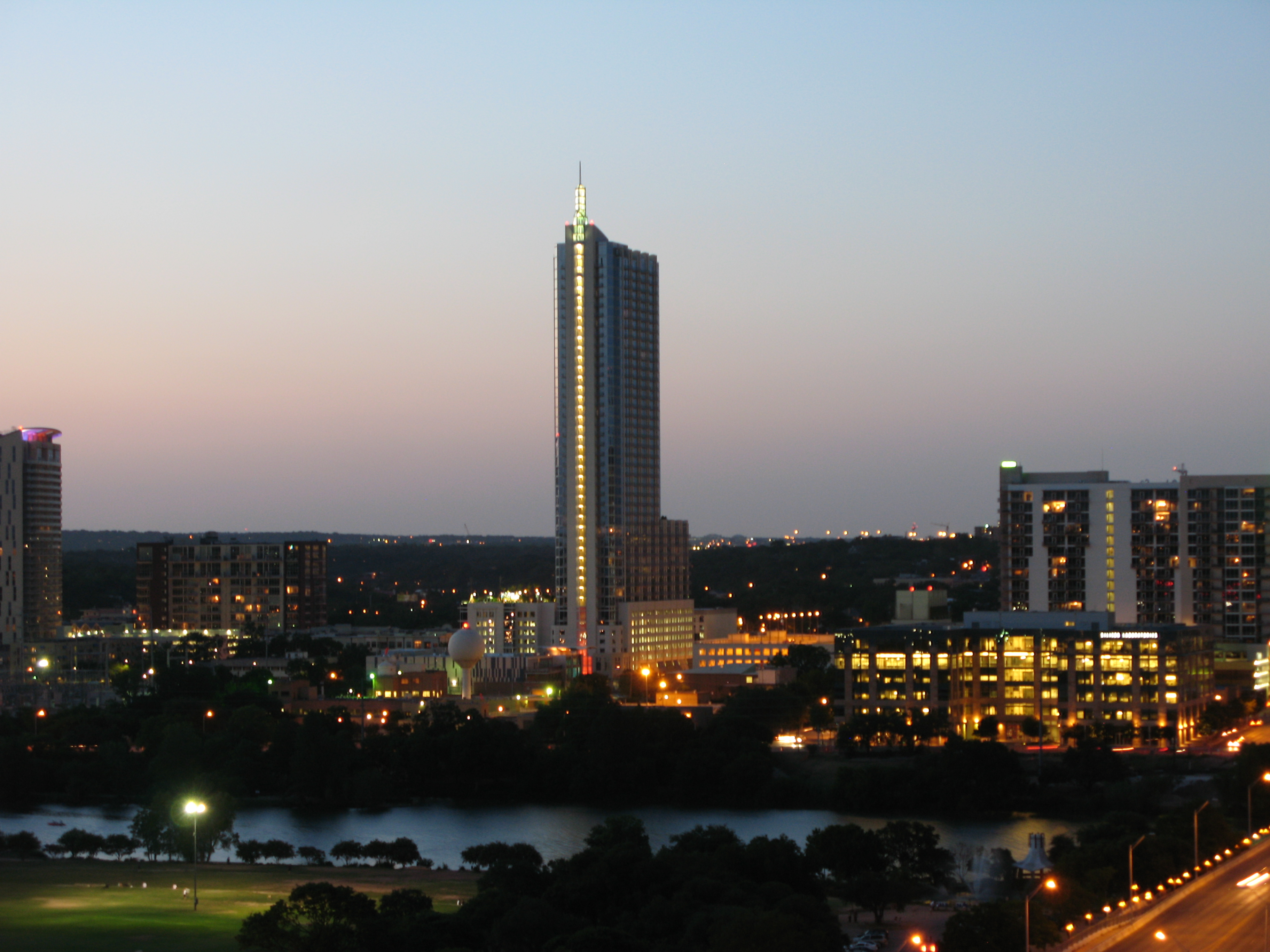
360 Condominiums met uitzicht op Town Lake
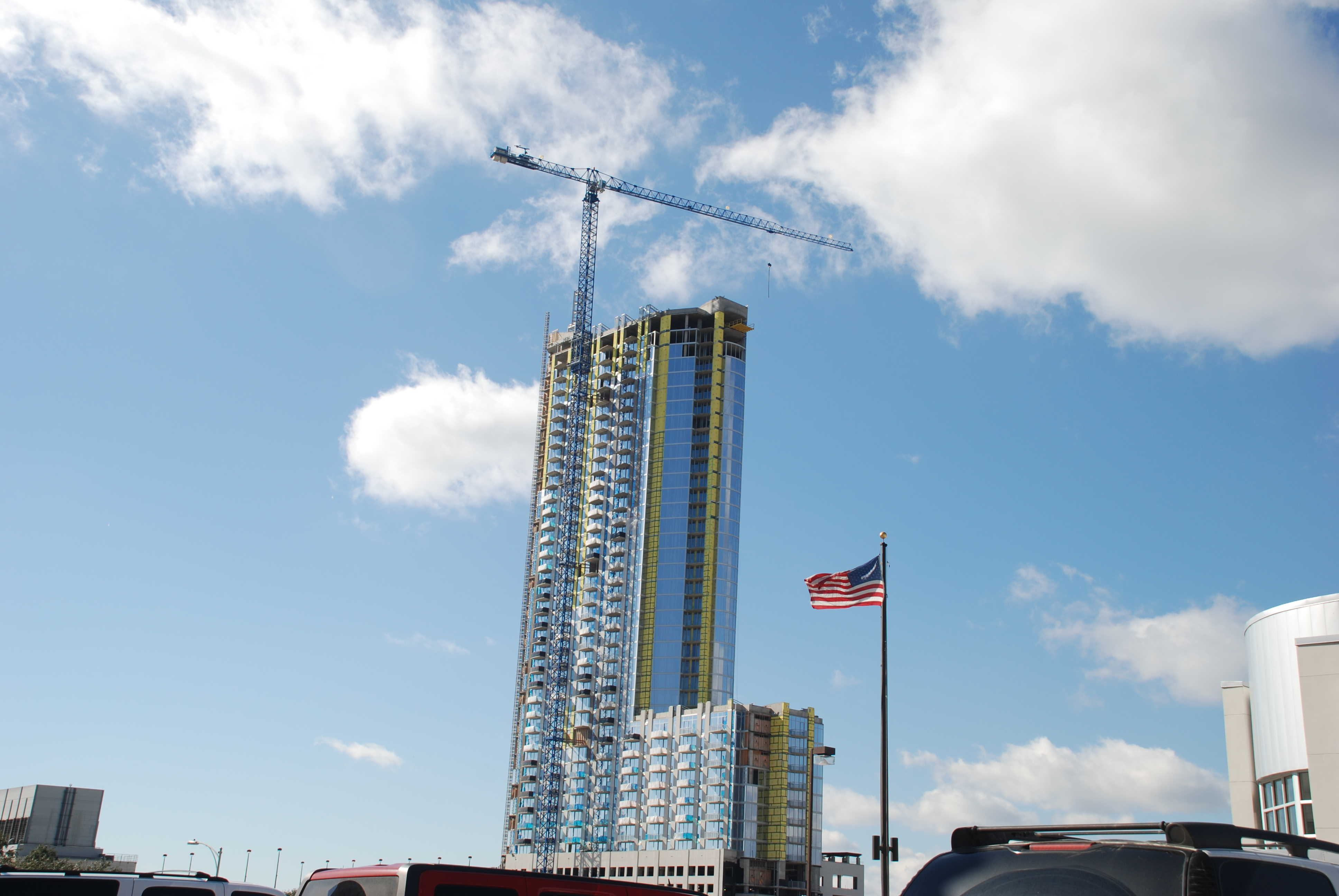
360 Condominiums bereikt in december 2007